# Триточкова оцінка
Триточкова оцінка (англ. Three-point estimation) — методика, яка використовується в менеджменті та у інформаційних системах для побудови наближеного ймовірнісного розподілу подій у майбутньому, заснований на дуже обмеженій інформації. Тоді як розподіл використовується для наближення можливо нормального розподілу, що не завжди так, то, як варіант, можливо доречно використати трикутний розподіл, це залежить від задачі.
В триточковій оцінці, для кожного розподілу спочатку визначать три параметри, відштовхуючись від досвіду або інших припущень:
- a = найоптимальніша оцінка (англ. the best-case estimate)
- m = найбільш ймовірна оцінка (англ. the most likely estimate)
- b = найгірша оцінка (англ. the worst-case estimate)

Потім вони об'єднуються або для утворення повного розподілу ймовірностей, для подальшого поєднання з розподілами, отриманими аналогічним чином для інших змінних або для переліку дескрипторів розподілу, таких як середнє, стандартне відхилення або перцентиль розподілу. Точність отриманого результату, отриманими не може бути краще, ніж точність 3 початкових точок, і є небезпека у використанні такого розподілу, яка має такий малий базис.

## Оцінка
Виходячи з припущення (зауважте: припущення), що подвійно-трикутний розподіл обумовлює дані, можна зробити декілька оцінок. Ці значення використовуються для обчислення E і стандартного відхилення (SD) у вигляді L-оцінювача S, де:
E = (a + 4m + b) / 6
SD = (b − a) / 6
E це середнє зважене, яке враховує як найоптимістичніші, так і найбільш песимістичні передбачені оцінки. SD вимірює мінливість або невизначеність в оцінці. У методі оцінювання та аналізу програм (англ. PERT) три змінні використовуються для наближення бета-розподілу випробувань за методом Монте-Карло.
Часто використовується трикутний розподіл. Він відрізняється від подвійної триангуляції своєю більш простою трикутною формою, і мода не повинна збігатися з медіаною. Середнє значення (математичне очікування) для трикутного розподілу буде:
E = (a + m + b) / 3.
У деяких застосунках, трикутний розподіл використовується безпосередньо для оцінки розподілу ймовірностей.

## Управління проєктами
Для розробки оцінки проєкту менеджер проєкту:
- Розкладає проєкт в список завдань, які вже можна оцінити. Тобто створює структуру декомпозиції робіт.
- Оцінює величини E і SD для кожного завдання.
- Обчислює значення E для роботи над всім проєктом: {\displaystyle E(ProjectWork)=\sum {E(Task)}}
- Обчислює значення SD для роботи над всім проєктом: {\displaystyle SD(ProjectWork)={\sqrt {\sum {SD(Task)^{2}}}}}

Величини E і SD потім використовуються для перетворення оцінок проєкту на довірчі інтервали наступним чином:
- Довірчий інтервал E +/- SD — приблизно 68 %
- Довірчий інтервал E +/- 1.645 × SD — приблизно 90 %
- Довірчий інтервал E +/- 2 × SD — приблизно 95 %
- Довірчий інтервал E +/- 3 × SD — приблизно 99.7 %
- Інформаційні системи зазвичай використовують 95 % довірчий інтервал, тобто, E + 2 × SD, для оцінок всіх задач і проєктів.[2]

Ці оцінки довірчих інтервалів засновані на припущенні, що данні всіх задач комбінуються приблизно нормально. Як правило, для цього потрібно щоб було 20–30 таких завдань, кожне з яких має свої незалежні значення E.